# YANAGIMAN
YANAGIMAN（ヤナギマン、1960年11月9日 - ）は、鹿児島県鹿児島市の音楽プロデューサー、作曲家、編曲家、ベーシスト。ケツメイシ、FUNKY MONKEY BABYSを始めとする様々なアーティストのプロデュース、作曲、作詞、編曲を手がけている。マサチューセッツ州ボストン・バークリー音楽大学卒業。『1933ウクレレオールスターズ』バンマス。燦々ぬまづ大使（静岡県沼津市PR大使）。長浜ブランドアンバサダー（滋賀県長浜市PR大使）。奄美観光大使（鹿児島県奄美大島PR大使）。JOIN大使（一般社団法人 移住交流推進機構PR大使）。洗足学園音楽大学客員教授、松実高等学園顧問を務めている。血液型はB型。1995年より東京在住。

## 概要
鹿児島県奄美大島出身。鹿児島県立鶴丸高等学校卒業。熊本大学薬学部中退。幼少期より音楽が身近な環境であった。音楽性の原点はサイモン&ガーファンクルで、大学時代はアース・ウィンド・アンド・ファイアーに魅了された。その後ジャズミュージシャンとして東京で音楽活動。
1989年（平成元年）マサチューセッツ州ボストンのバークリー音楽大学へ入学。帰国後、福岡に居住。テレビでレポーターなどを務める。デイト・オブ・バースのレコーディングとツアーに参加。
1995年（平成7年）、35歳時の『サウンド＆レコーディング・マガジン』主催コンテスト優勝を期に活動拠点を東京に移す。アーティストからの紹介で仕事の幅が広がり、Soul loversのプロデュース、アレンジを始める。その後、Soul loversのMahyaの紹介でケツメイシと知り合い、作品を作り始める。元々の得意分野は普通のポップス系。レゲエやヒップホップの新ジャンルを開拓すべく勉強を重ね、それがケツメイシのヒップホップ系の楽曲でのヒットにつながったという。
国内ではケツメイシ、FUNKY MONKEY BABYS、CHEMISTRY、Crystal Kay、倖田來未、中島美嘉、加藤ミリヤ、エレファントカシマシ、BoA、Def Tech、平原綾香など様々なアーティストへの楽曲提供や編曲、プロデュースを行う。また、ビルボードシーンで活躍中のUsherのリミックスや、香港の歌手IVANWANG、HotCha、Ella Koonなど国外のアーティストへの楽曲提供も行う。
2005年（平成17年）、ケツメイシ『ケツノポリス4』でダブルミリオン、及び、レコード大賞ベストアルバム賞を受賞。
2007年（平成19年）、BoA『LOVE LETTER』でレコード大賞金賞を受賞。
2011年（平成23年）、FUNKY MONKEY BABYS『それでも信じてる』でレコード大賞優秀作品賞を受賞。
2013年（平成25年）までに関わってきた作品の累積出荷枚数が2,000万枚以上に達している。
2018年（平成30年）ウクレレ友達のサザンオールスターズ・関口和之が『1933ウクレレオールスターズ』を結成。YANAGIMANはバンマスを務める。関口を含める 高木ブー、野村義男、分山貴美子、はたけやま裕、荻野目洋子で構成される。 
2019年（令和元年）5月3日、カンボジアの孤児院への寄付を熱望するYANAGIMANは、その趣旨に賛同してくれた島谷ひとみに新譜を書き下ろした。2万人強のパシフィコ横浜で『サイクル』を披露する。
2020年（令和2年）5月、新型コロナウィルス騒動を受けてNHK BS1スペシャル「外出自粛の夜に〜ウクレレでリレー音楽会」に出演。自宅からサザンオールスターズの関口和之の紹介バトンを受けてウクレレとコントラバスを披露。その後、ザ・ドリフターズの高木ブー、荻野目洋子へとバトンがつながれた。
2021年（令和3年）7月、島谷ひとみとMINMIが初コラボしたスペシャルユニットに“ジャパニーズレゲエ”の楽曲を提供した。
2022年（令和4年）4月1日、洗足学園音楽大学客員教授に就任。

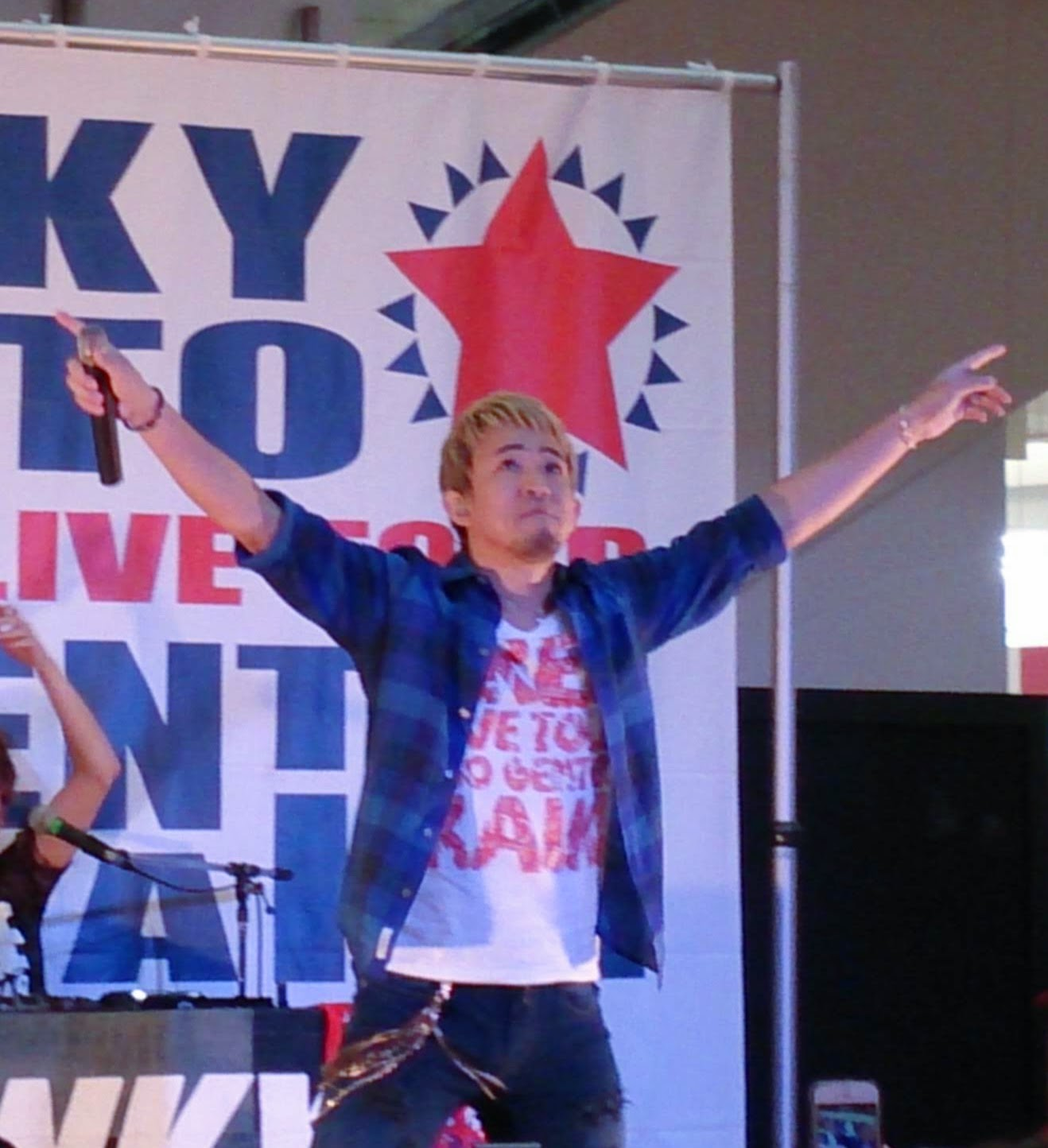
YANAGIMANが楽曲提供するFUNKY MONKEY BABYS
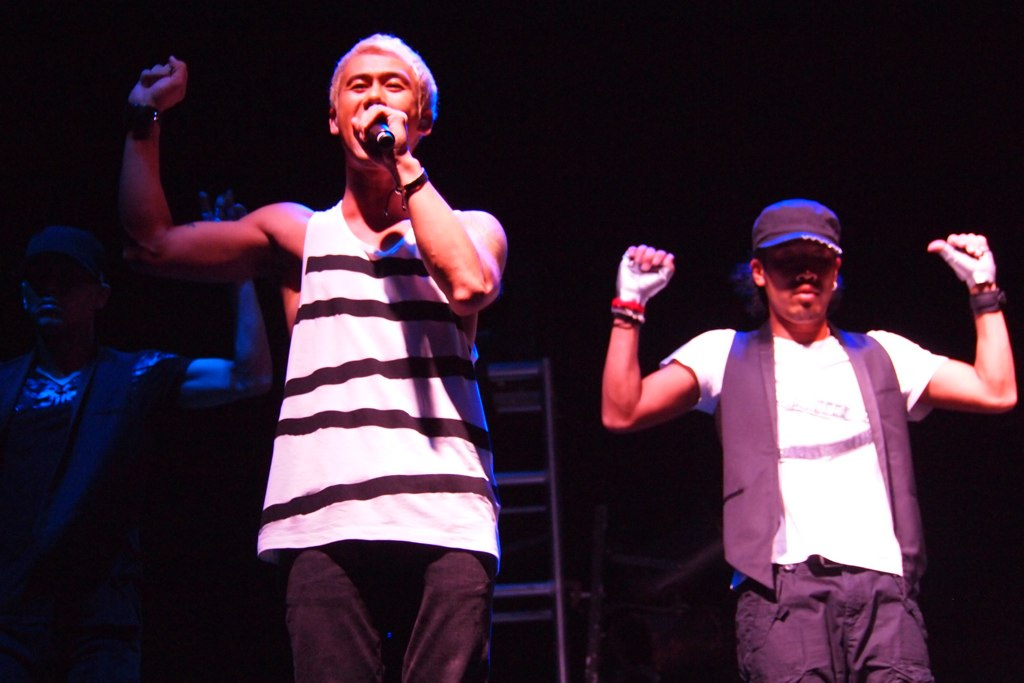
YANAGIMANが楽曲提供するCHEMISTRY
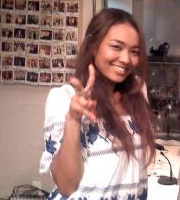
YANAGIMANが楽曲提供するCrystal Kay
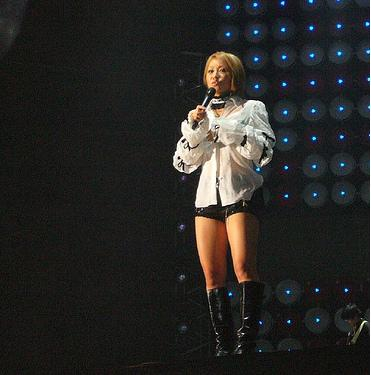
YANAGIMANが楽曲提供する倖田來未
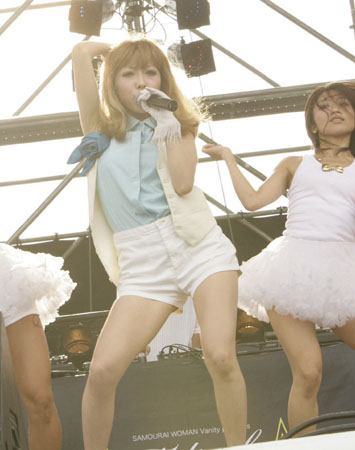
YANAGIMANが楽曲提供する加藤ミリヤ
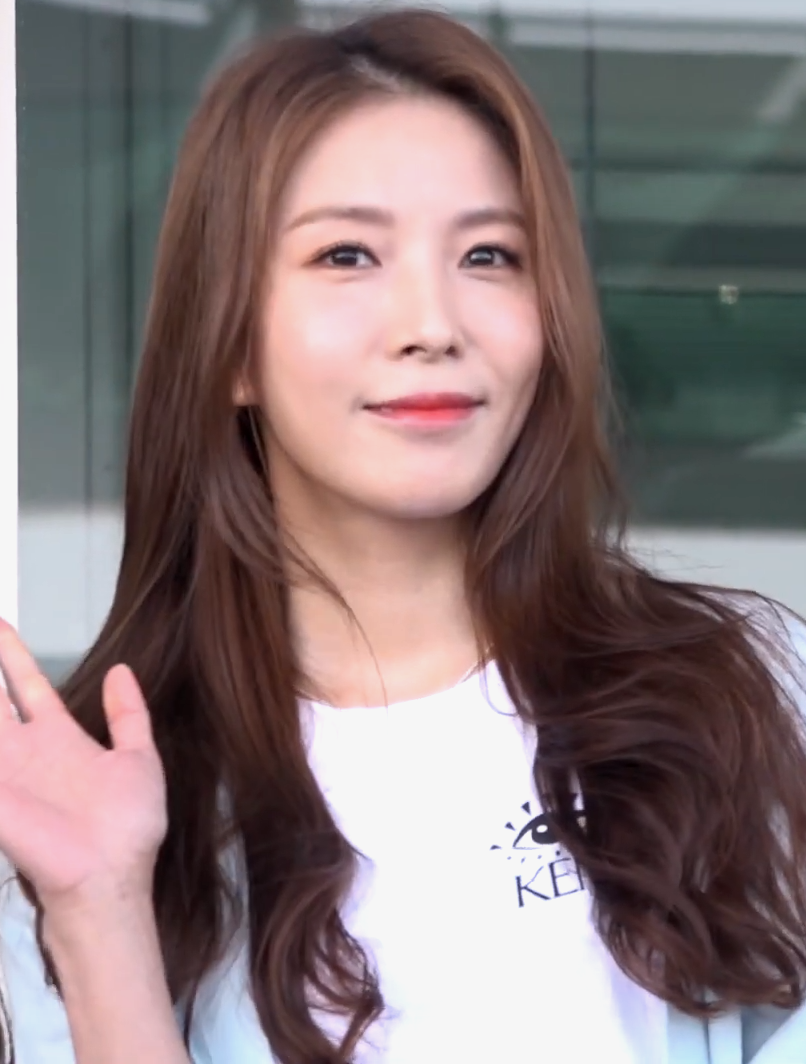
YANAGIMANが楽曲提供するBOA
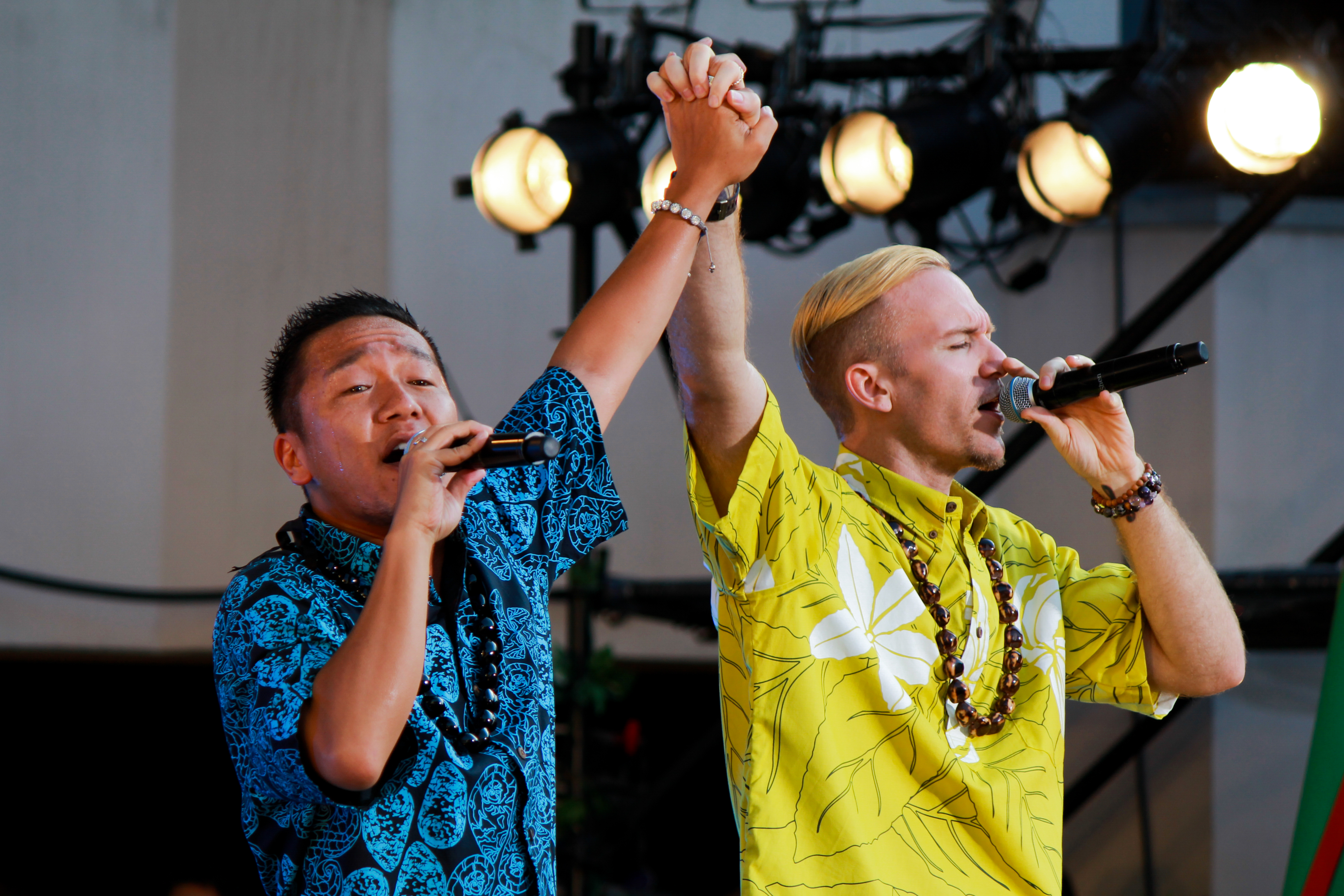
YANAGIMANが楽曲提供するDef Tech
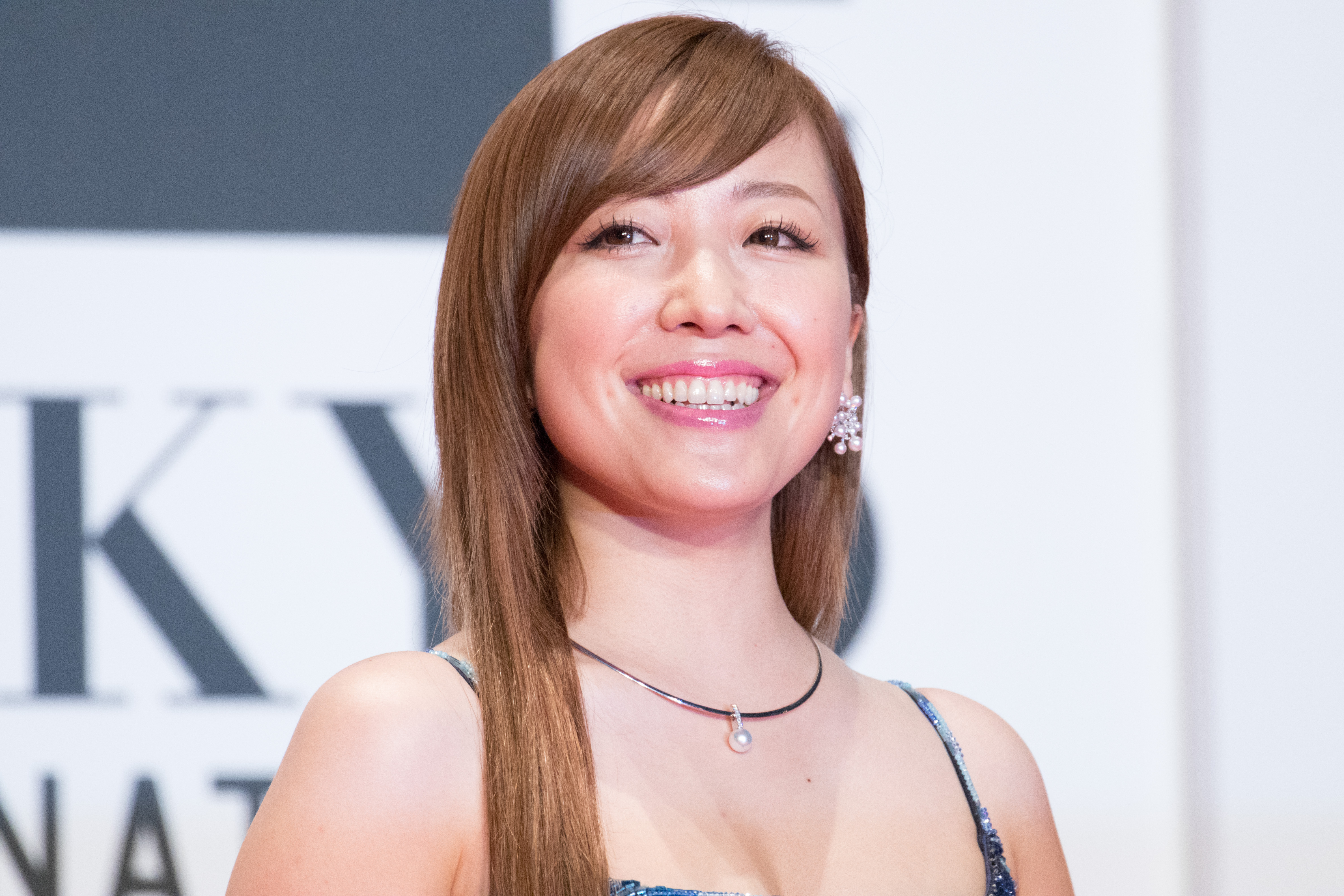
YANAGIMANが楽曲提供する平原綾香
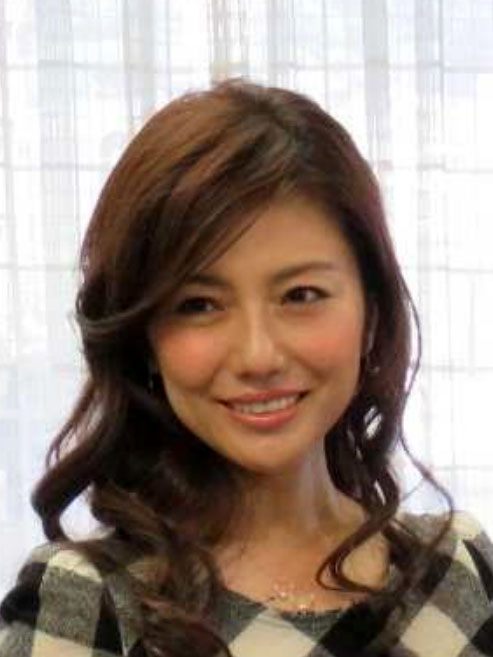
YANAGIMANが楽曲提供する島谷ひとみ
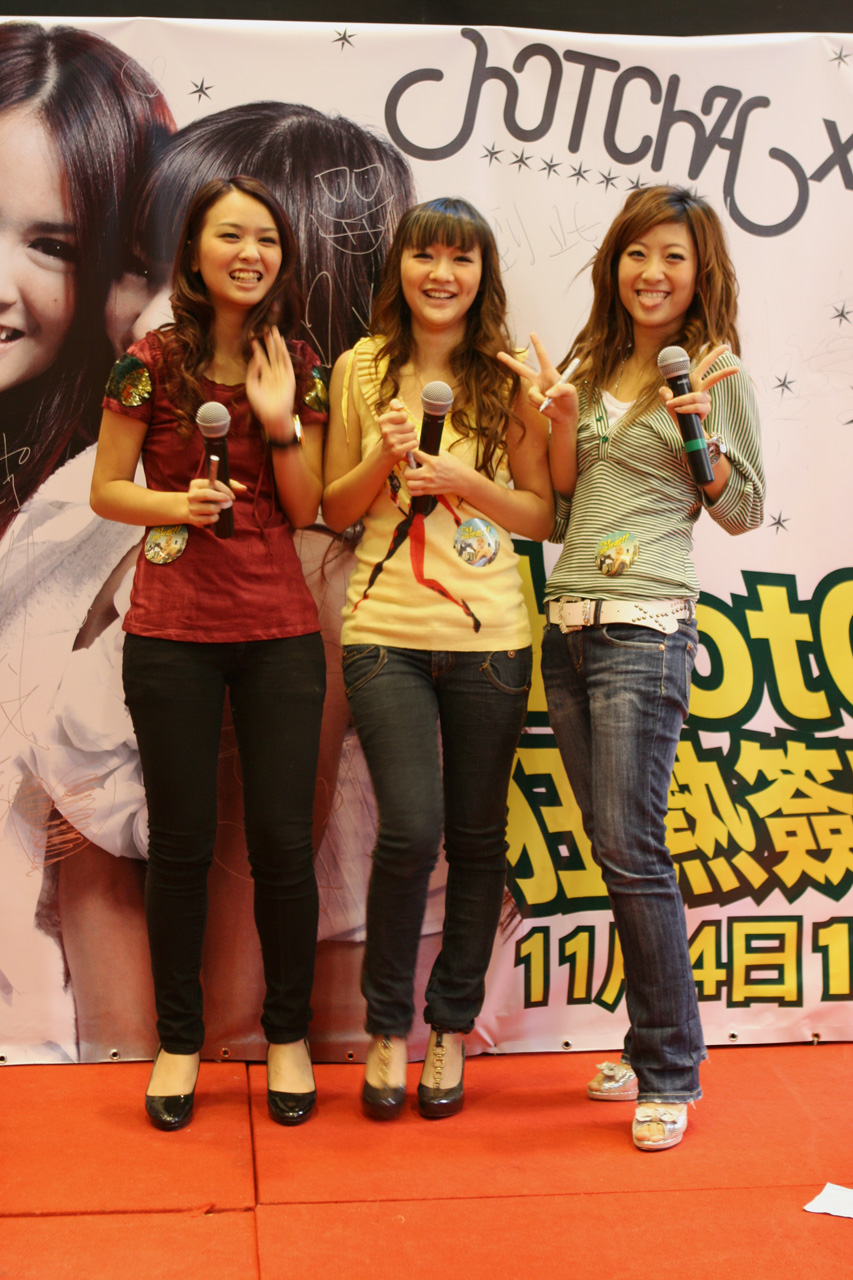
YANAGIMANが楽曲提供する香港歌手・HotCha
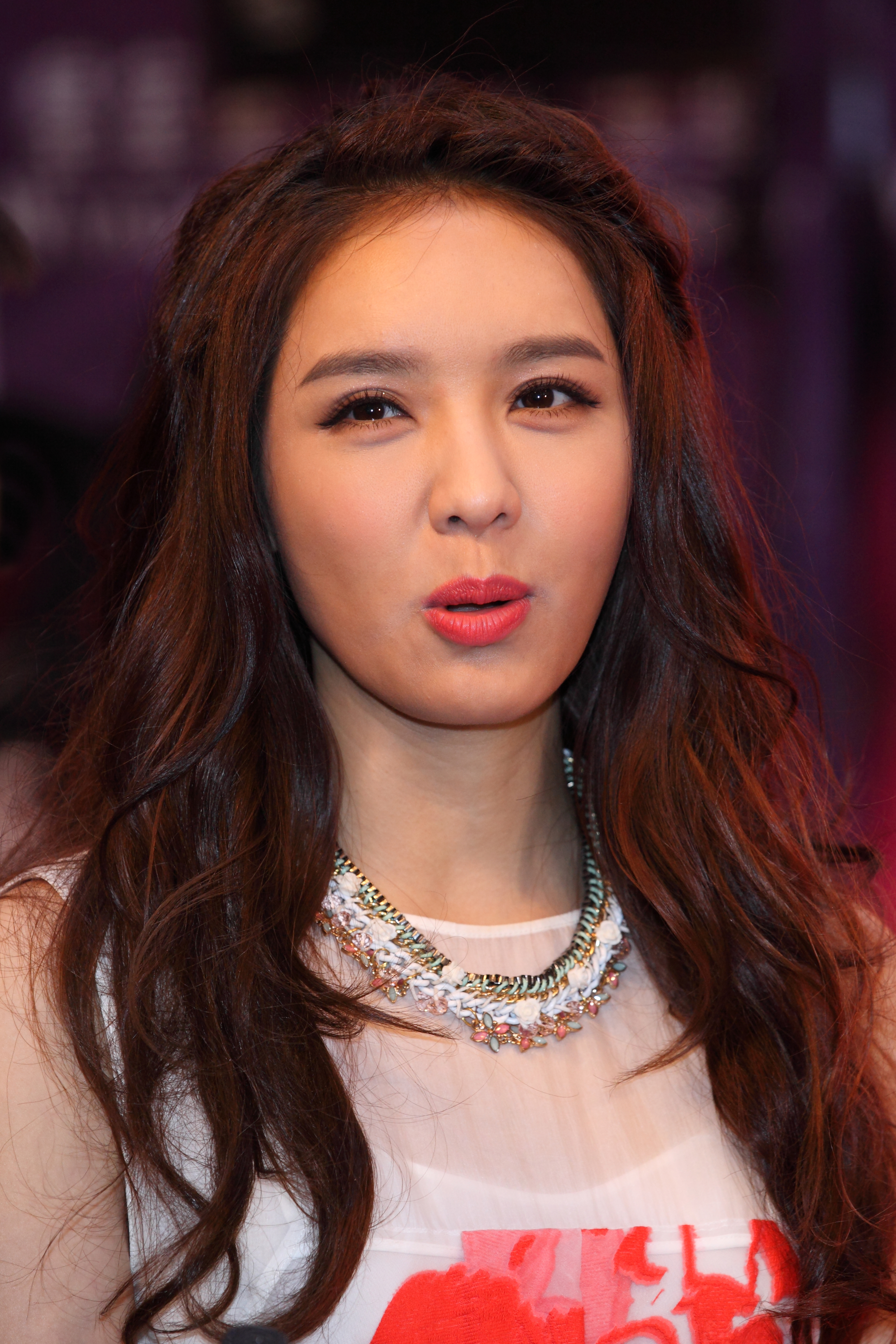
YANAGIMANが楽曲提供する香港歌手・エラ・クーン
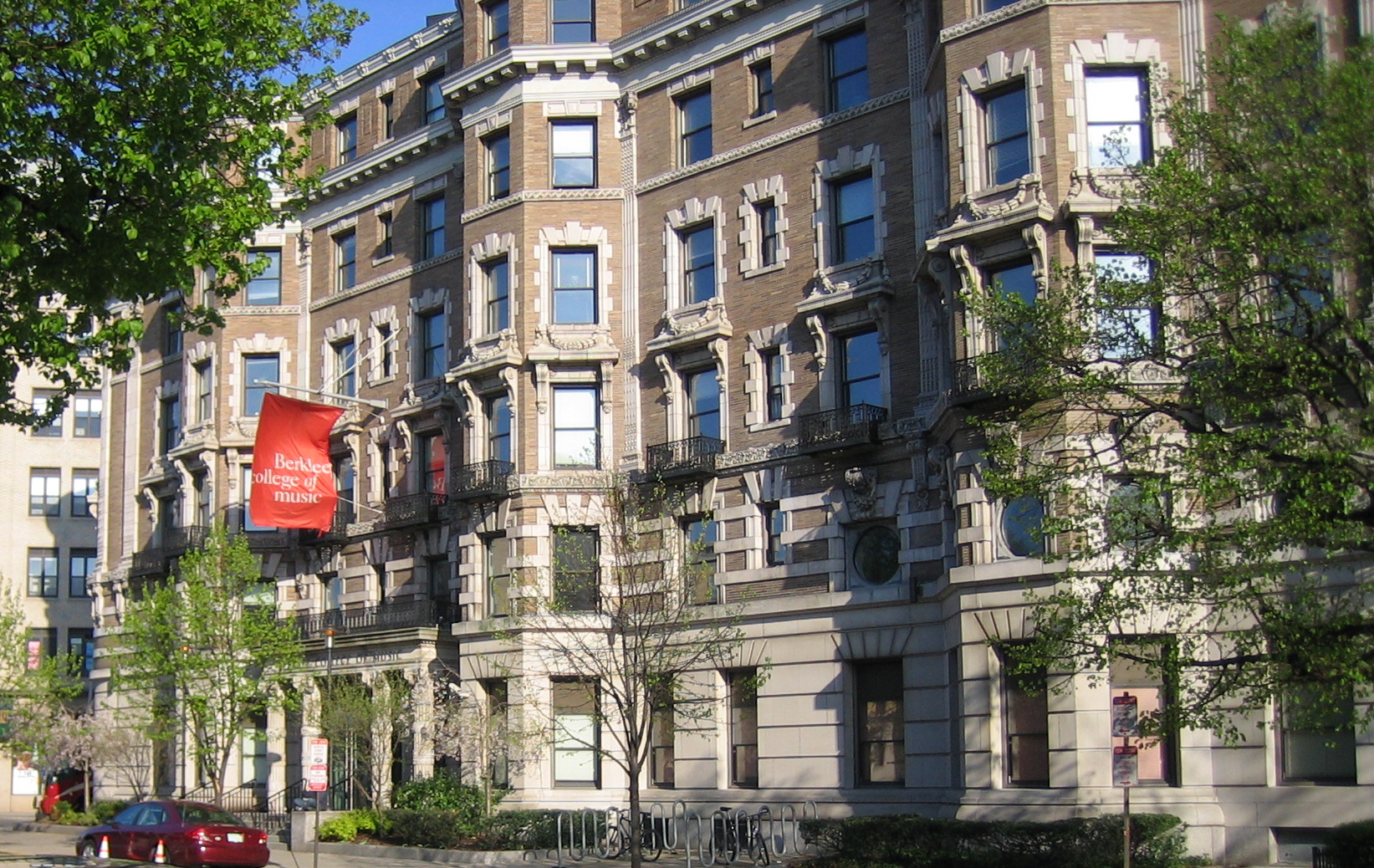
YANAGIMANが卒業したバークリー音楽大学
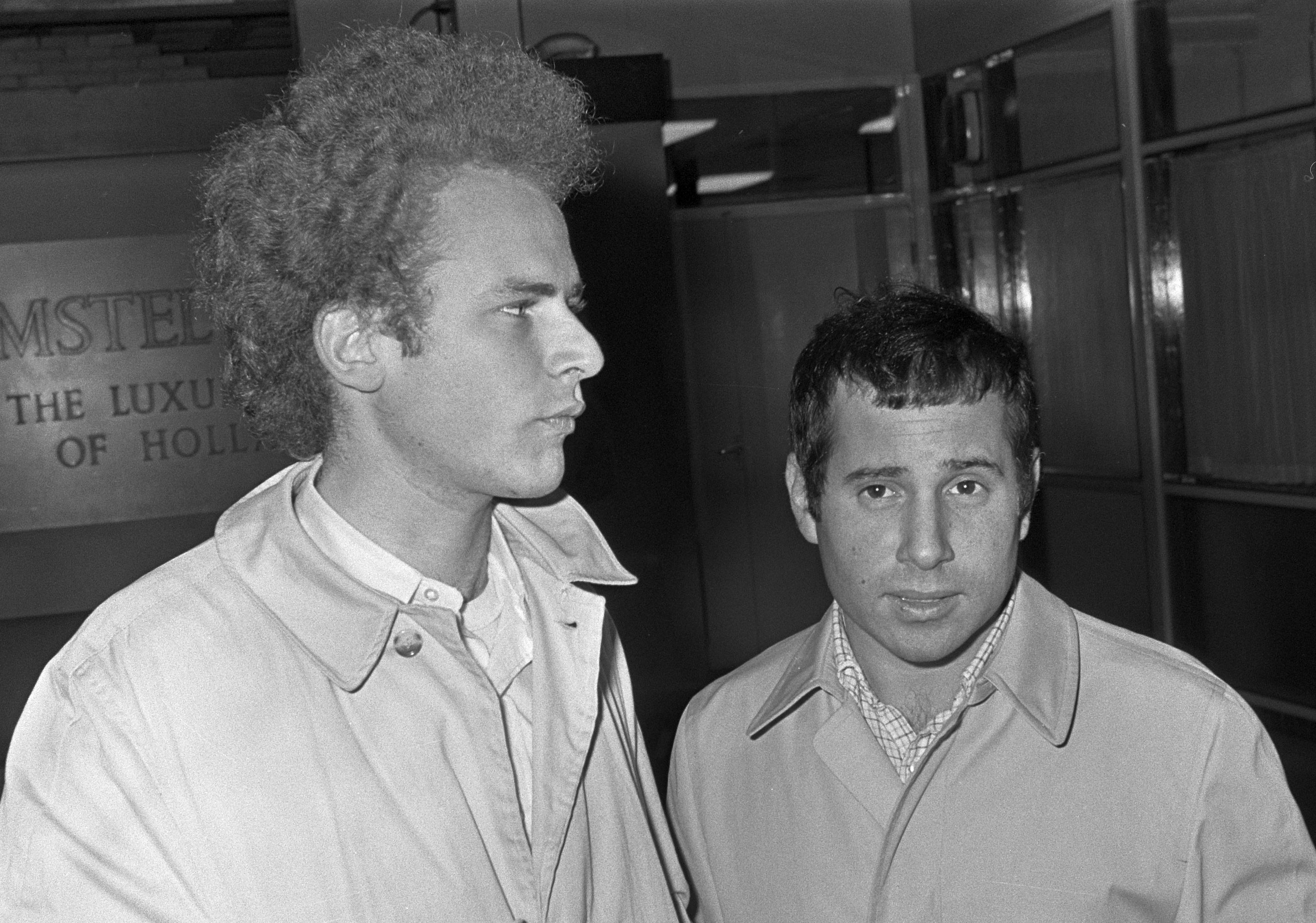
YANAGIMANの音楽ルーツとなったサイモン&ガーファンクル
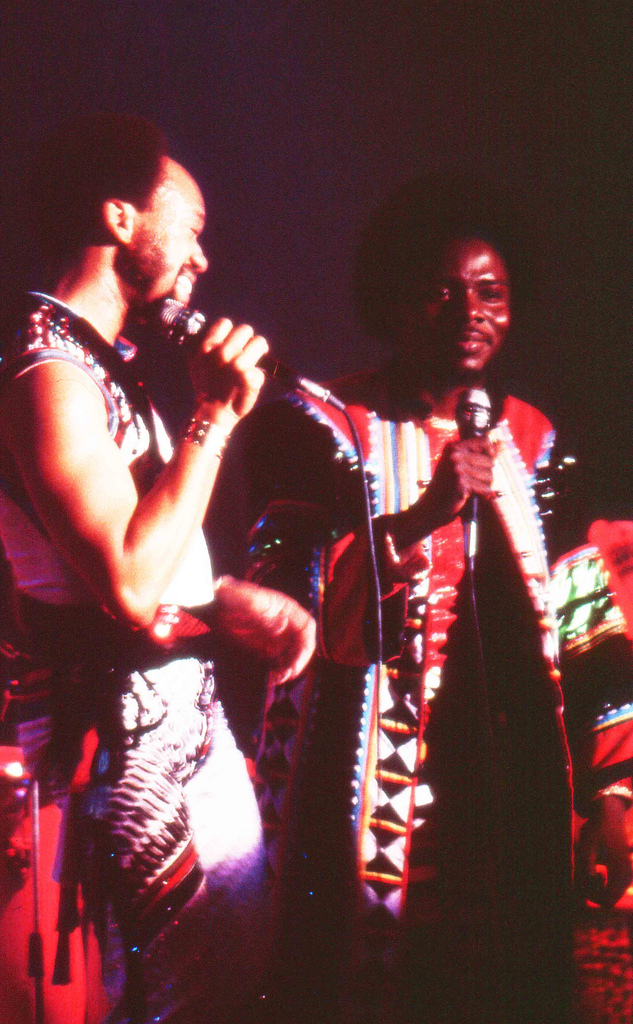
YANAGIMANの音楽ルーツとなったアース・ウィンド・アンド・ファイアー

## 主な代表作
FUNKY MONKEY BABYS
『それでも信じてる』『ありがとう』
BoA
『LOVE LETTER』『make a secret』『DO THE MOTION』
ケツメイシ
『バラード』『さくら』『トモダチ』『夏の思い出』『涙』
中島美嘉
『素直なまま』
倖田來未
『Lies』
CHEMISTRY
『FLOATIN'』『愛しすぎて』『STILL ECHO』
ゴスペラーズ
『1,2,3 for 5』『くれないの街』『見つめられない』『愛のシューティング・スター』
エレファントカシマシ
『俺たちの明日』『大地のシンフォニー』『starting over』『まぬけなJohnny』『FLYER』
mihimaru GT
『One Time』『オメデトウ』
加藤ミリヤ
『勇者たち』
NEWS
『なんとかなるさ』
Crystal Kay
『Motherland』
Skoop On Somebody
『遠くても 遠くても』『Sing a Song』
Tiara
『Love is… with KG』『さよならをキミに...feat.Spontania』『キミがおしえてくれた事feat.SEAMO』『ヒカリ』
MACK JACK
『アンセム』

## 略歴
- 1973年（昭和48年）- 屋久島町立安房小学校卒業[22]
- 1976年（昭和51年） - 鹿児島市立谷山中学校を卒業[22]
- 1979年（昭和54年） - 鹿児島県立鶴丸高等学校を卒業[22]
- 1979年（昭和54年） - 熊本大学薬学部に入学[22]
- 1982年（昭和57年） - 熊本大学4年で中退。コントラバス奏者として東京のジャズ・クラブ「新宿ピット・イン」で演奏活動を始める[22]。
- 1982年（昭和57年）〜1985年（昭和60年） - アメリカ海軍ホテルであった広尾の『ニュー山王ホテル』で演奏活動[23]、ジャズセッションを通じた技量の向上に努めた[22]。
- 1988年（昭和63年） - 熊本大学の1学年先輩でOLをしていた女性と出会い、翌1989年に結婚[22]。
- 1989年（平成元年） - マサチューセッツ州ボストンのバークリー音楽大学へ学費免除の特待生として入学[22]。夫妻で渡米。当地では、学友・ジャズピアニスト・南博とセッションも行った[22]。
- 1992年（平成4年） - 帰国し、福岡県に移住。テレビでレポーターなどを務める傍ら、デイト・オブ・バースのレコーディングとツアーに参加した[24][22]。
- 1994年（平成6年） - 長男誕生[22]。
- 1995年（平成7年） - 『サウンド&レコーディング・マガジン』主催コンテスト優勝[22]
- 1997年（平成9年） - 濱洋一との共作「Funky Face」にてAXIA テープコンテストグランプリ受賞[22]。
- 同年、活動拠点を東京に移す。アーティストからの紹介で仕事の幅が広がり、サザンオールスターズ関口和之のアルバム制作にも参加した[22]。
- 1999年（平成11年） - Soul loversのプロデュース、アレンジを開始。また、Soul loversのMahyaの紹介でケツメイシと知り合い、作品制作を開始[22]。
- 2000年（平成12年） - 九州の同郷である音楽プロデューサー松尾潔から「ASAYANのオーディションの曲を作りませんか?」という話がくる。それを切っ掛けにCHEMISTRYと知り合い、1stアルバム収録曲『愛しすぎて』を制作[24]。
- 2007年（平成19年） - BoA『LOVE LETTER』が日本レコード大賞金賞を受賞。
- 2011年（平成23年） - FUNKY MONKEY BABYS『それでも信じてる』が日本レコード大賞優秀作品賞を受賞。
- 2013年（平成25年） - 自身が関わってきた作品の累積出荷枚数が2,000万枚以上を達する。

## 人物
- 犬好きである。ミニチュア・ダックスフンドを2匹飼っている[25]。
- ベース、ギター、ピアノ、ウクレレなどの演奏が出来る[25]。

## 交友関係
- 高木ブー（ザ・ドリフターズ） - ウクレレ友達[25]
- 関口和之（サザンオールスターズ） - ウクレレ友達[25][11]
- ケツメイシ - 薬学部つながり[25]
- FUNKY MONKEY BABYS[25]

## 音楽性
- 生まれ故郷の奄美大島や、母の実家がある石垣島を音楽性の原点であると語っている[22]。
- 父は警察官で鹿児島県屋久島警察署の署長も務めた。厳格な性格で、また柔道2段・剣道2段の持ち主でもあったので、悪さをすると鉄拳が飛んできた。父への反発や、その裏返しの父から愛されたいという感情が今でも音楽性に影響をしているという[22]。
- 父母共に三線（さんしん）の先生をしていた。家族でカチャーシーに合わせて踊るなど、音楽が常に身近にあった。喜納昌吉の『ハイサイおじさん』『花〜すべての人の心に花を〜』など沖縄音楽には影響を受けている[22]。
- 8歳のときに森永製菓のテレビCMの『大きいことはいいことだ!!』という世界に強いインパクトを受け、また憧れた。この忘れがたい衝撃が、心掛けている世界観『音楽は人をつなげる。人は音楽をつなげる』に繋がっている[22]。
- 10歳のときに初めてサイモン&ガーファンクルのレコードを買い、小学4年生のときにはお年玉で買ったカセットレコーダーを2台で多重録音をするなどが、音楽作りの原点となった[22]。
- 中学生に入ってアコースティックギター、ベース演奏を始め、井上陽水の曲のコピー演奏などをしていた[22]。
- 大学生の頃、リズムが激しい音楽が流行しており、ディスコミュージックやJAZZなど黒人音楽が好きになる[23]。
- コンピューター好きだったこともあり、いち早くデジタルレコーディングを取り入れた。デジタルへ移行の速さがヒットを生み出す要因だったと対談で話す。特に1990年後半から、スクラッチが出来るCDJ（DJ向けデジタル再生機器）が多く出回り、また、オルガンのように大きくて重たい楽器を二人がかりで運ぶ時代から、軽いポリフォニックシンセサイザーが主流になり、より簡単に録音可能になったことが音楽制作の転機であると語る[24]。
- 1998年頃から宇多田ヒカルブームで一気に日本の音楽シーンが、8ビートのバンドミュージックからデジタルの音楽に変わる[独自研究?]。16ビートの音楽が増えてきて、4つ打ちのダンスミュージックがどんどん出てきたことでYANAGIMANが好きだった黒人音楽、R＆B の流行りに乗れた[24]。
- 初めて上京して出会ったアーティストがサザンオールスターズの関口和之。関口からサザンのもつ「ノンジャンルで遊び心が溢れるエンターテインメント」を学んだ。その感覚をケツメイシにも感じたという。「エロ面白さ」「美しさ」全てが混然一体となった音楽を意識した[24]。
- 制作活動でインスパイアされた曲BEST10を聞かれて「Earth, Wind & Fire」「グレイテスト・ショーマン」「パイレーツ・オブ・カリビアン」などあげる。番外として「効果音集・自然音」をあげる。昔の名曲にはイントロや印象的なところに入れていたと話す[26]。

## 手掛けた主な関連アーティスト（プロデュース・作曲・編曲）

### あ行
- RSP
- 青山テルマ
- 阿川泰子
- Usher
- 阿部真央[27]
- アルファ
- eT
- 石田託也
- ITBOYS[28]
- 伊禮麻乃
- エイジアエンジニア
- AIDS チャリティ Project
- EDEN[29]
- Every Little Thing
- Ella Koon
- エレファントカシマシ
- 岡本真夜
- 奥華子
- オレンジポート[30]

### か行
- 加藤ミリヤ
- 川口大輔
- 関ジャニ∞[31]
- Kingrass Hoppers
- Can'ce♡浜姫
- 葛谷葉子
- 久保田利伸
- C・W・ニコル
- Crystal Kay
- K
- 劇団番町ボーイズ☆[32]
- ケツメイシ
- CHEMISTRY
- kenshiro
- 倖田來未
- ゴスペラーズ
- COOLON
- 果山サキ

### さ行
- The Ivory Brothers
- 阪井あゆみ
- JAMOSA
- SA.RI.NA
- ji ma ma
- シクラメン
- 島谷ひとみ[12]
- 清水翔太
- JAMIL
- Zooco
- Sweep
- Skoop On Somebody
- Spontania（Hi-Timez）
- 鈴木桃子[33]
- SMAP
- スリジエ[34]
- three tight b
- Spontania
- 関口和之[35]
- 関口和之 feat. KONISHIKI
- 関口和之&砂山オールスターズ
- 世良公則[36]
- ぜんりょくボーイズ[37]
- Sowelu
- SOUL LOVERS
- Soulja

### た行
- 多和田えみ[38]
- Chie[8]
- Tiara[39]
- TEE
- DJ A☆LUCKY
- #ME*
- テツandトモ[40]
- Def Tech
- 10神ACTOR
- 童子-T[41]

### な行
- Nao
- 中島美嘉
- 中西圭三
- NEWS
- ネーネーズ[42]

### は行
- 橋本ひろし[43]
- #HASHTAG
- はるな愛[44]
- Vi jandeux
- 美少女クラブ
- hitomi
- HIBARI
- 平原綾香
- FUNKY MONKEY BABYS
- ファンキー加藤
- V6
- 藤澤ノリマサ[45]
- THE FRANK VOX
- bless4
- BASEBALL☆GIRLS
- BENI
- BoA
- HOME MADE 家族
- 星井七瀬[46]
- 星村麻衣
- FREENOTE

### ま行
- MACK JACK[21]
- Micro (Def Tech)
- 光永亮太
- Missing Link[47]
- Missing Linkと塚地武雅
- mihimaru GT
- 溝渕文
- 水戸ご当地アイドル(仮)
- miCKun
- mink
- MINMI[12]
- MEGUMI
- MOOMIN
- みちのく仙台ORI☆姫隊

### や行
- やなわらばー
- 山口岩男
- 山下久美子
- 湯別メインストリート
- Unico
- UNISON SQUARE GARDEN
- 吉見一星

### ら行
- LAST FIRST[48]
- LOVE
- Love Harmony's, Inc.
- Runningman Tokyo[49]
- Lead
- LISA
- リサメロディー[50]
- Ryuji
- Leyona
- rosetta garden
- lecca

### わ行
- warp-generation

## 関口和之 & 1933ウクレレオールスターズ
サザンオールスターズのメンバーで、ベース担当の関口和之が「ウクレレでオーケストラのようなバンドを作りたい」という思いから、2018年にYANAGIMANをバンマスとして招集し結成。高木ブーや荻野目洋子、野村義男、はたけやま裕、分山貴美子などウクレレ好きミュージシャンをメンバーに引き連れ、2022年8月にアルバム『FREE-UKES』が発売。タイトルは、「FREE=自由」と「UKES=ウクレレ」の複数形（アメリカでの呼称）によって組み合わされている。

### 演奏
- 『宝船来航』
- 『パパの手』（Vocal 高木ブー）
- 『恋する第三京浜』
- 『空の下、星の上』（Vocal 荻野目洋子）
- 『LOVE AFFAIR 〜秘密のデート』
- 『＜June＞ 悲しき雨音 (Rhythm Of The Rain)』
- 『BITTERSWEET SAMBA』
- 『LOVE』
- 『涙のキッス』
- 『HOTEL PACIFIC』
- 『海へ行こう～ukulele picnic～』
- 『CAN'T BUY ME LOVE』
- 『THERE MUST BE AN ANGEL (PLAYING WITH MY HEART)』
- 『幸せの黄色いリボン』
- 『TAHITI』（Vocal MONGOL800キヨサク)

## 出演

### テレビ
- 外出自粛の夜に〜ウクレレでリレー音楽会（NHK BS1）[11]

### ラジオ
- LOVE JAPAN（ShibuyaCross-FM、毎週土曜13時）※番組MC・レギュラー[52]
- HITS ONE powered by billboard JAPAN（TS ONE、2016年5月25日）[53]
- ラジアナ（FM NACK5、2018年11月13日）[54]